# Alexandre Prémat
Alexandre Prémat (ur. 5 kwietnia 1982 w Juvisy-sur-Orge) – francuski kierowca wyścigowy.

## Kariera

### Początki kariery
Karierę rozpoczął, jak większość kierowców, od kartingu w wieku 10 lat. Po zakończeniu kariery kartingowej w 2000 roku zadebiutował we Francuskiej Formule Campus, którą zakończył z tytułem wicemistrzowskim. Po zaledwie roku startów w tej serii przeszedł do bardziej prestiżowej Francuskiej Formuły Renault, gdzie w debiucie zajął 9. miejsce na koniec sezonu. W 2002 roku był już jej mistrzem. Poza tym brał udział w Formuła Renault 2000 Eurocup, jednak bez sukcesu.
W sezonie 2003 startował w nowo utworzonej Formuła 3 Euro Series w barwach zespołu ASM Formule 3. W pierwszym roku startów zajął siódme miejsce w ogólnej klasyfikacji z 1 zwycięstwem i z 2 pole position, i najszybszymi okrążeniami. W kolejnym walczył już o tytuł, będąc już w głównym teamie ASM. Ostatecznie przegrał walkę ze swoim kolegą z zespołu, Jamie Greenem. Wygrał wówczas 3 wyścigi (w tym prestiżowe zawody Masters at Zolder), zdobył 5 pole position i 3 najszybsze okrążenia. Poza tym niespodziewanie triumfował w nieoficjalnych mistrzostwach świata Formuły 3, Grand Prix Makau dzielnie broniąc się przed Robertem Kubicą.

### Seria GP2
Sezon 2005 spędził już w samym przedsionku Formuły 1, GP2, która jest przekształconą wersją Formuły 3000. Sezon ukończył na 4. miejscu, przegrywając wyraźnie ze swoim kolegą z zespołu, Nico Rosbergiem, który zdobył tytuł mistrzowski. Na przełomie lat 2005 i 2006 zdobył tytuł w nowo utworzonej serii A1 Grand Prix mając za partnera Nicolasa Lapierre. 
Rok 2006 był już lepszy dla Prémata w serii GP2. Sezon ukończył na 3. miejscu w klasyfikacji generalnej, jednak ponownie przegrał rywalizację z kolegą z zespołu, tym razem z Lewisem Hamiltonem. Doszło również do kilku spięć pomiędzy Francuzem a Brytyjczykiem, czego przykładem jest jeden z wyścigów w Hiszpanii, gdzie w walce o zwycięstwo obrócił bolid czarnoskórego kierowcy na jednym z zakrętów spowodowany nieczystym kontaktem, dzięki czemu spokojnie dojechał do mety, wygrywając wyścig. W tym sezonie był również kierowcą testowym zespołu Spyker MF1 Racing, jednak skończyło się tylko na uczestnictwie w jednym treningu przed Grand Prix Chin. 

### DTM

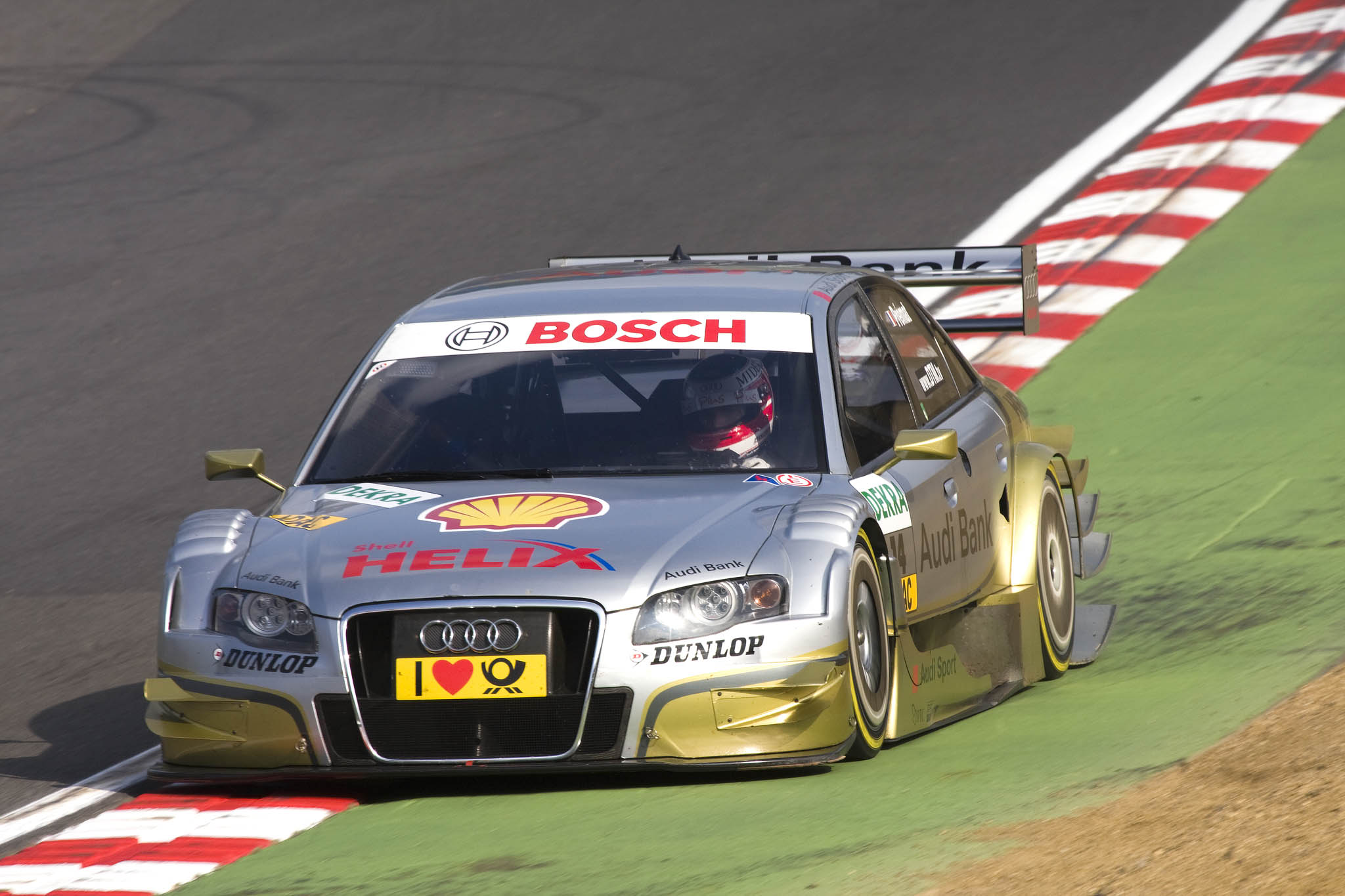
Alexandre Prémat na torze Brands Hatch w sezonie 2008 (DTM)

W sezonie 2007 po braku szansy angażu do F1 odszedł z juniorskiej GP2 i przeszedł do DTM. W pierwszym sezonie startów usiadł za kierownicą Audi (w wersji z 2006 roku) w zespole Audi Sport Team Phoenix. Nie osiągnął większych sukcesów poza jednym 2. miejscem i kończąc cały sezon na 9. miejscu z dorobkiem 13 punktów. W tym roku miał również wystartować w 24 godzinnym Le Mans, jednak do tego nie doszło.
W kolejnym roku startów w DTM ponownie startował w barwach zespołu Audi i ponownie z rok starszym pojazdem od czołówki. Przez to również ten sezon nie był dla niego zbytnio udany, punktując tylko dwukrotnie, w tym raz na 3. miejscu. Zakończył go na 10. miejscu z dorobkiem 10 punktów. W 2008 roku startował ponadto w Le Mans Series (w najwyższej klasie LMP1), gdzie w parze z Mikiem Rockenfellerem zdobył tytuł mistrzowski. Wystartował również w 24 godzinnym wyścigu Le Mans, zajmując 4. miejsce.

## Starty w karierze
| Sezon     | Seria                                   | Zespół                  | Starty | PP | Zwyc. | Punkty | Pozycja |
| --------- | --------------------------------------- | ----------------------- | ------ | -- | ----- | ------ | ------- |
| 2003      | Formuła 3 Euro Series                   | ASM                     | 20     | 2  | 1     | 50     | 7       |
| 2004      | Formuła 3 Euro Series                   | ASM Formule 3           | 20     | 5  | 3     | 88     | 2       |
| 2005      | Seria GP2                               | ART Grand Prix          | 23     | 1  | 2     | 67     | 4       |
| 2005/2006 | A1 Grand Prix                           | A1 Team France          | 11     | 2  | 7     | 172    | 1       |
| 2006      | Seria GP2                               | ART Grand Prix          | 21     | 0  | 1     | 66     | 3.      |
| 2007      | Deutsche Tourenwagen Masters            | Audi Sport Team Phoenix | 9      | 0  | 0     | 13     | 11      |
| 2008      | Deutsche Tourenwagen Masters            | Audi Sport Team Phoenix | 11     | 0  | 0     | 10     | 10      |
| 2009      | Deutsche Tourenwagen Masters            | Audi Sport Team Phoenix | 10     | 0  | 0     | 6      | 13      |
| 2010      | Deutsche Tourenwagen Masters            | Audi Sport Team Phoenix | 10     | 0  | 0     | 12     | 11      |
| 2011      | Intercontinental Le Mans Cup (LMP1)     | OAK Racing              | 3      | 0  | 0     | 33     | 5       |
| 2012      | International V8 Supercars Championship | Garry Rogers Motorsport | 27     | 0  | 0     | 942    | 27      |
| 2013      | International V8 Supercars Championship | Garry Rogers Motorsport | 35     | 0  | 0     | 1376   | 19      |
| 2014      | International V8 Supercars Championship | Volvo Polestar Racing   | 5      | 0  | 0     | 522    | 31      |
| 2014      | Blancpain Endurance Series - Pro Cup    | ART Grand Prix          | 3      | 0  | 1     | 31     | 13      |

## Wyniki w GP2
| Legenda oznaczeń w tabelach wyników Wyświetl szablon na nowej stronie | Legenda oznaczeń w tabelach wyników Wyświetl szablon na nowej stronie                                                                     |
| Oznaczenie                                                            | Wyjaśnienie |
| --------------------------------------------------------------------- | --- |
| Złoty                                                                 | Zwycięzca lub mistrzostwo |
| Srebrny                                                               | 2. miejsce lub wicemistrzostwo |
| Brązowy                                                               | 3. miejsce lub II wicemistrzostwo |
| Zielony                                                               | Ukończył, punktował (w klasyfikacji generalnej, gdy zdobył co najmniej jeden punkt na przestrzeni sezonu, poza trzema powyższymi opcjami) |
| Niebieski                                                             | Ukończył, nie punktował (w klasyfikacji generalnej, gdy nie zdobył co najmniej jednego punktu na przestrzeni sezonu)                      |
| Czerwony                                                              | Nie zakwalifikował się (NZ) |
| Czerwony                                                              | Nie prekwalifikował się (NPK) |
| Różowy                                                                | Nie ukończył (NU) |
| Różowy                                                                | Niesklasyfikowany (NS) (w klasyfikacji generalnej, gdy nie został sklasyfikowany w żadnym wyścigu sezonu)                                 |
| Czarny                                                                | Zdyskwalifikowany (DK) |
| Czarny                                                                | Wykluczony (WYK/EX) |
| Biały                                                                 | Nie wystartował (NW) |
| Biały                                                                 | Kontuzjowany (K/INJ) |
| Biały                                                                 | Wyścig odwołany (OD/C) |
| Bez koloru                                                            | Został wycofany (WYC/WD) |
| Bez koloru                                                            | Nie przybył (NP/DNA) |
| Bez koloru                                                            | Nie brał udziału w treningach (NT/DNP) |
| Bez koloru                                                            | Nie został zgłoszony (–) |
| Pogrubienie                                                           | Start z pole position |
| Kursywa                                                               | Najszybsze okrążenie wyścigu |
| †                                                                     | Nie ukończył, ale jego rezultat został zaliczony ze względu na przejechanie więcej niż 90% dystansu wyścigu.                              |
| *                                                                     | Sezon w trakcie |
| 1/2/3                                                                 | Punktowana pozycja w sprincie kwalifikacyjnym                                                                                             |
| Lista systemów punktacji Formuły 1                                    | |

| Rok  | Zespół         | Wyniki w poszczególnych eliminacjach | Wyniki w poszczególnych eliminacjach | Wyniki w poszczególnych eliminacjach | Wyniki w poszczególnych eliminacjach | Wyniki w poszczególnych eliminacjach | Wyniki w poszczególnych eliminacjach | Wyniki w poszczególnych eliminacjach | Wyniki w poszczególnych eliminacjach | Wyniki w poszczególnych eliminacjach | Wyniki w poszczególnych eliminacjach | Wyniki w poszczególnych eliminacjach | Wyniki w poszczególnych eliminacjach | Wyniki w poszczególnych eliminacjach | Wyniki w poszczególnych eliminacjach | Wyniki w poszczególnych eliminacjach | Wyniki w poszczególnych eliminacjach | Wyniki w poszczególnych eliminacjach | Wyniki w poszczególnych eliminacjach | Wyniki w poszczególnych eliminacjach | Wyniki w poszczególnych eliminacjach | Wyniki w poszczególnych eliminacjach | Wyniki w poszczególnych eliminacjach | Wyniki w poszczególnych eliminacjach | Punkty | Pozycja |
| ---- | -------------- | ------------------------------------ | ------------------------------------ | ------------------------------------ | ------------------------------------ | ------------------------------------ | ------------------------------------ | ------------------------------------ | ------------------------------------ | ------------------------------------ | ------------------------------------ | ------------------------------------ | ------------------------------------ | ------------------------------------ | ------------------------------------ | ------------------------------------ | ------------------------------------ | ------------------------------------ | ------------------------------------ | ------------------------------------ | ------------------------------------ | ------------------------------------ | ------------------------------------ | ------------------------------------ | ------ | ------- |
| 2005 | ART Grand Prix | SMR                                  | SMR                                  | ESP                                  | ESP                                  | MON                                  | NÜR                                  | NÜR                                  | FRA                                  | FRA                                  | GBR                                  | GBR                                  | HOC                                  | HOC                                  | HUN                                  | HUN                                  | TUR                                  | TUR                                  | ITA                                  | ITA                                  | BEL                                  | BEL                                  | BHR                                  | BHR                                  | 67     | 4       |
| 2005 | ART Grand Prix | 7                                    | 2                                    | 10                                   | NU                                   | NU                                   | 4                                    | NU                                   | 9                                    | NU                                   | 3                                    | 5                                    | 2                                    | 9                                    | 4                                    | 1                                    | 1                                    | 14                                   | NU                                   | 18                                   | NU                                   | 12                                   | 2                                    | 3                                    | 67     | 4       |
| 2006 | ART Grand Prix | VAL                                  | VAL                                  | SMR                                  | SMR                                  | NÜR                                  | NÜR                                  | ESP                                  | ESP                                  | MON                                  | GBR                                  | GBR                                  | FRA                                  | FRA                                  | HOC                                  | HOC                                  | HUN                                  | HUN                                  | TUR                                  | TUR                                  | ITA                                  | ITA                                  |                                      |                                      | 66     | 3       |
| 2006 | ART Grand Prix | 9                                    | NU                                   | 4                                    | NU                                   | 2                                    | 17                                   | 1                                    | 3                                    | 3                                    | 6                                    | NU                                   | 2                                    | 3                                    | 19                                   | NU                                   | 6                                    | 3                                    | 3                                    | 7                                    | 5                                    | NU                                   |                                      |                                      | 66     | 3       |